# Vahuküla
Vahuküla är en ort i Estland. Den ligger i Koeru kommun och landskapet Järvamaa, i den centrala delen av landet, 90 km sydost om huvudstaden Tallinn. Vahuküla ligger 89 meter över havet och antalet invånare är 104.
Terrängen runt Vahuküla är mycket platt. Runt Vahuküla är det glesbefolkat, med 9 invånare per kvadratkilometer. Närmaste större samhälle är Koeru, 3,7 km sydväst om Vahuküla. I omgivningarna runt Vahuküla växer i huvudsak blandskog.